# Jack Davis (Politiker, 1935)

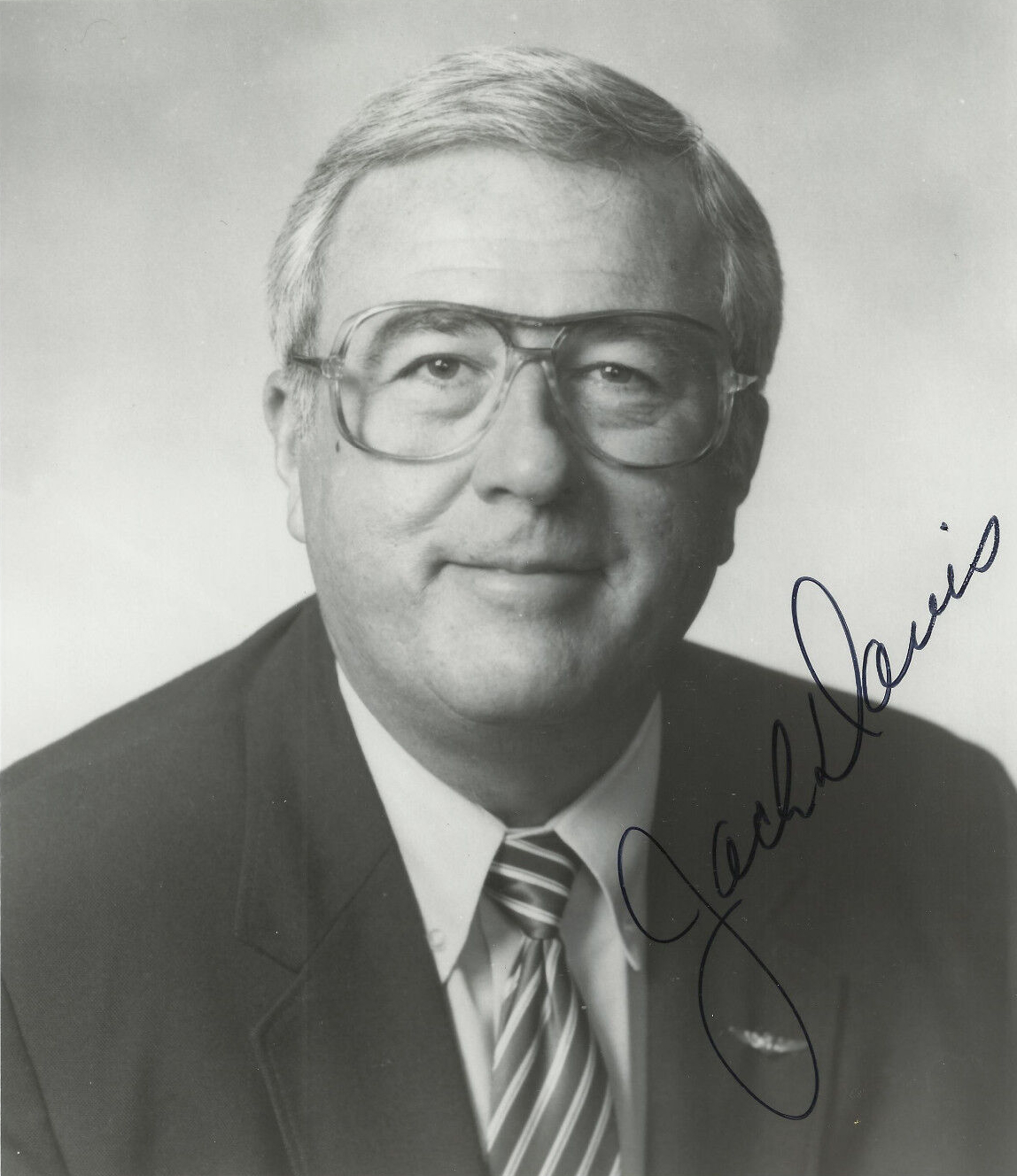
Jack Davis (1987)

Jack Davis (* 6. September 1935 in Chicago, Illinois; † 4. Februar 2018 in Springfield, Illinois) war ein US-amerikanischer Politiker. Zwischen 1987 und 1989 vertrat er den Bundesstaat Illinois im US-Repräsentantenhaus.

## Werdegang
Jack Davis studierte bis 1956 an der Southern Illinois University Carbondale und diente danach zwischen 1956 und 1959 in der US Navy. Zwischen 1959 und 1978 betrieb er ein Stahlwarengeschäft. Gleichzeitig schlug er als Mitglied der Republikanischen Partei eine politische Laufbahn ein. Von 1976 bis 1986 war er Abgeordneter im Repräsentantenhaus von Illinois.
Bei den Kongresswahlen des Jahres 1986 wurde Davis im vierten Wahlbezirk von Illinois in das US-Repräsentantenhaus in Washington, D.C. gewählt, wo er am 3. Januar 1987 die Nachfolge des verstorbenen George M. O’Brien antrat. Da er im Jahr 1988 nicht bestätigt wurde, konnte er bis zum 3. Januar 1898 nur eine Legislaturperiode im Kongress absolvieren.
Zwischen 1990 und 1992 arbeitete Davis als Abteilungsleiter für das Department of the Air Force. In diese Zeit fiel der Zweite Golfkrieg, an dessen logistischer Unterstützung er beteiligt war. Jack Davis hatte auch eine Radio-Morgenshow bei dem Sender 970 WMAY in Springfield.